# Ein Mann für gewisse Stunden
Ein Mann für gewisse Stunden (Originaltitel American Gigolo) ist ein US-amerikanischer Thriller von Paul Schrader aus dem Jahr 1980.

## Handlung
Julian Kaye lebt als Edel-Callboy in Los Angeles. Er genießt einen gehobenen Lebensstil, der sich im Besitz eines Mercedes Cabriolets, teurer Kleidung und eines Apartments mit Pool und Hotelkomfort äußert. Doch seine  Überheblichkeit sowie seine ständigen Nachverhandlungen und Nebengeschäfte missfallen seinen beiden Zuhältern Anne und Leon. Beruflich sendet Leon „seinen“ Julian zu einem seiner Stammkunden nach Palm Springs zu einem angeblich gewöhnlichen Auftrag. Schnell wird aber für Julian ersichtlich, dass der Auftrag beim Ehepaar Rheiman eine sexuell-gewalttätige Art an sich hat, die ihm übel aufstößt: Julian soll die Frau schlagen, während der Ehegatte zuschaut. 
Privat lernt er bei einem seiner Streifzüge nach potenzieller Kundschaft durch die gehobenen Etablissements L.A.s die Senatorengattin Michelle Stratton kennen. Sie verliebt sich in ihn und findet seine Privatadresse heraus, sie schlafen miteinander, und es beginnt sich allmählich eine Beziehung zu entwickeln. Tags darauf liest Julian kurz vor Michelles Besuch in der Zeitung, dass seine Kundin Judy Rheiman aus Palm Springs ermordet aufgefunden wurde, zudem wurde ihr Schmuck geraubt. Nachdem der Ehegatte Mr. Rheiman der Polizei einen Hinweis gegeben hat, heftet sich der hartnäckige LAPD-Detective Sunday an Julians Fersen, den er, vorurteilsbehaftet, für den wahrscheinlichsten Täter hält. Während Julians Beziehung zu Michelle Stratton immer tiefer wird, richtet sich der Mordverdacht zunehmend gegen ihn. Zusätzlich gerät Julian nun auch ins Visier von Senator Stratton, Michelles Ehemann, der genau erkennt, dass Julian mit seiner Frau eine Liaison unterhält, aber er ist vor allem um seinen guten Ruf als Politiker besorgt. So bietet er Julian eine Zahlung an, wenn der fortan die Finger von seiner Frau Michelle lasse. Julian lehnt das Angebot ab.
Eine nächtliche Jagd Julians nach einem Alibi beginnt. Die Kundin Mrs. Williams, mit der er zur Tatzeit zusammen war, verweigert ihm das Alibi, da sie um ihren Ruf fürchtet. Der bisher ausstrahlungsfixierte Gigolo beginnt zusehends zu verfallen, er kleidet und pflegt sich nachlässig, nimmt sich ein schäbiges Mietauto, gibt offenbar gar nichts mehr auf Etikette. Er erkennt, dass er in eine Falle gelockt wurde, die offenbar von Leon, dessen jungem, blondem Callboy-Komplizen und Mr. Rheiman ausgeheckt wurde. Dieser Eindruck wird verstärkt, als Julian den geraubten Schmuck – unter dem Fahrgestell seines Mercedes versteckt – noch vor der Polizei entdeckt. Schließlich konfrontiert Julian Leon in dessen Wohnung mit dem vermuteten Tathergang und, als der noch alles leugnet, zusätzlich mit dem gefundenen Schmuck. In dieser verzwickten Lage beginnt Julian nun vergeblich um sein Leben und seine Freiheit zu verhandeln. Als Leon auf den Balkon seines Appartementhochhauses tritt, um seinem jungen Komplizen zuzuwinken, schubst ihn Julian an die Brüstung, Leon verliert das Gleichgewicht. Julian versucht noch, ihn an den Beinen festzuhalten, doch Leon stürzt zu Tode, weil er aus den Stiefeletten rutscht, die zum Schluss das einzige sind, was Julian noch festhalten konnte. 
Für die Polizei ist dies ein gefundenes Fressen, und so landet Julian im Gefängnis. Wegen des Festhaltens vor dem Sturz von Leon wird Julian in Bezug auf Leons Tod entlastet. Stattdessen wird ihm aber der Mord in Palm Springs an Judy Rheiman endgültig zur Last gelegt, der eine Falle war. Der Fall nimmt aber eine Wendung, als die Senatorengattin Michelle trotz der damit verbundenen Schädigung ihres Rufs Julian ein Alibi gibt und bestätigt, zur Tatzeit mit ihm zusammen gewesen zu sein. Damit entscheidet sie sich gegen ihren (Ehe-)Status und für ihre Beziehung mit Julian.

## Hintergrund
Der Film wurde in Los Angeles und Umgebung – darunter Beverly Hills, Hollywood, Malibu und Palm Springs – gedreht. Seine Produktionskosten betrugen ca. 4,8 Millionen US-Dollar. Er spielte in den Kinos der USA ca. 23 Millionen US-Dollar ein.

## Kritiken
Roger Ebert schrieb in der Chicago Sun-Times, dass der Film eine „gewinnende Traurigkeit“ („winning sadness“) aufweise. Er sei – die Elemente der Sensation ausgenommen – eine Studie über die Einsamkeit. Dies sei durch die Darstellung von Richard Gere gestützt.
Das Lexikon des internationalen Films schrieb, dass der Film „elegant inszeniert“, aber „oberflächlich“ sei und lediglich „anspruchsvollere Unterhaltung“ biete.

## Auszeichnungen
Giorgio Moroder für die Filmmusik sowie das Autorenpaar Giorgio Moroder und Deborah Harry für den Song Call Me wurden im Jahr 1981 für den Golden Globe Award nominiert.

## Neuverfilmung
2022 erschien eine Neuverfilmung des Stoffes als Fernsehserie American Gigolo, die von dem Produzenten David Hollander entwickelt wurde. Die Hauptrolle übernahm Jon Bernthal als Julian Kaye, zur weiteren Hauptbesetzung gehörten Gretchen Mol (als Michelle), Rosie O’Donnell (als Detective Sunday), Lizzie Brocheré, Gabriel LaBelle und Leland Orser. Die Fernsehserie erzählt abweichend vom Kinofilm, wie Julian Kaye nach 15 Jahren wegen eines Mordes, den er nicht begangen hat, aus dem Gefängnis entlassen wird und nach den echten Mördern sucht. Die acht Folgen wurden ab September 2022 auf dem US-Sender Showtime erstausgestrahlt, die Kritiken waren durchwachsen. Im Januar 2023 wurde bekannt, dass die Serie nach nur einer Staffel eingestellt wird.

## Soundtrack
Das Stück The Seduction (Love Theme) von James Last belegte Platz 28 und das Lied Call Me von Blondie platzierte sich auf Platz 1 in den US-amerikanischen Single-Charts.